# Taracythere
Taracythere is een geslacht van kreeftachtigen uit de klasse van de Ostracoda (mosselkreeftjes).

## Soorten
- Taracythere abyssora Ayress, De Deckker & Coles, 2004
- Taracythere antakaranaensis Babinot, Colin & Randrianasolo, 2009 †
- Taracythere ayressi Jellinek & Swanson, 2003
- Taracythere conjunctispinosa Ayress, 1995 †
- Taracythere hampdenensis (Ayress, 1993) †
- Taracythere karooma McKenzie, Reyment & Reyment, 1993 †
- Taracythere proterva (Hornibrook, 1953)
- Taracythere rhinoceros Jellinek & Swanson, 2003
- Taracythere ulcus Jellinek & Swanson, 2003
- Taracythere venusta Jellinek & Swanson, 2003